# Dwór w Porębie Dzierżnej
Dwór w Porębie Dzierżnej – dwór znajdujący się w województwie małopolskim, w powiecie olkuskim, w gminie Wolbrom, we wsi Poręba Dzierżna, pochodzi z końca XVIII w. Od 1877 właścicielem został Leon Epstein, przemysłowiec z Warszawy, a od 1919 Ignacy Świętochowski. Następnie przeszedł w ręce rodziny Siekierzyńskich. W 1936 po pożarze dachu, został wymieniony dach wraz z pokryciem (gont zamieniono na dachówkę)oraz drewniany ganek wejściowy. Latem 1944 mieścił się w nim konspiracyjny szpital polowy AK. W latach 50. XX w. w dworze mieściła się świetlica. W latach 80. XX w. nowi prywatni właściciele dokonali remontu budynku.
Park składa się z dwóch części. Reprezentacyjna część północna z dworem, zabudowaniami gospodarczymi i oranżerią oraz część południowa ze stawami.
Obiekt wraz z otaczającym parkiem, warzywnikiem, sadem, stawami rybnymi i częścią leśną wpisany został do rejestru zabytków nieruchomych Wojewódzkiego Urzędu Ochrony Zabytków w Krakowie pod numerem A-1223/76 z 21.12.1976 i A-1293/83 z 05.01.1983 [A-978/M].